# Modrovka
Modrovka je naseljeno mjesto u okrugu Nové Mesto nad Váhom u  Trenčínskom kraju u Slovačkoj.

## Stanovništvo
| Godina:     | 1993. | 2003.   | 2013.   | 2023.   |
| ----------- | ----- | ------- | ------- | ------- |
| Broj ljudi: | 237   | 229     | 208     | 224     |
| Razlika:    |       | -3,37 % | -9,17 % | +7,69 % |

| Godina:     | 2022. | 2023.   |
| ----------- | ----- | ------- |
| Broj ljudi: | 204   | 224     |
| Razlika:    |       | +9,80 % |

Prema podacima o broju stanovnika iz 2023. godine naselje je imalo 224 stanovnika.

## Vanjske poveznice
|  | Zajednički poslužitelj ima još gradiva o temi Modrovka |

- Službena stranica naselja (sl.)